# Windmühle Hassel

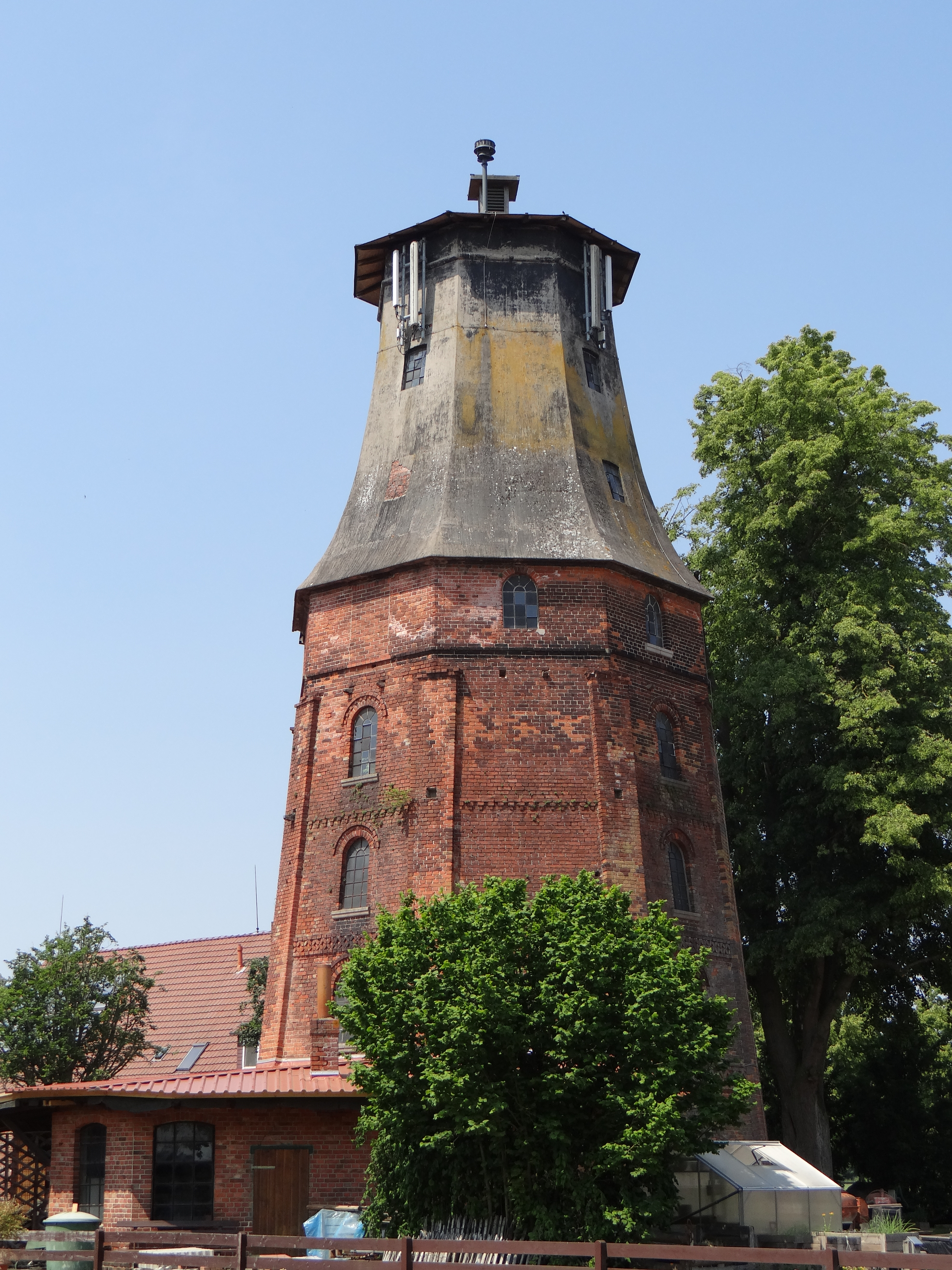
Windmühlenstumpf in Hassel

Die Windmühle in Hassel (Weser), Mühlenstraße 4, in der niedersächsischen Samtgemeinde Grafschaft Hoya stammt als Galerieholländer vom Ende des 19. Jahrhunderts.
Aktuell (2023) besteht noch der gut erhaltene Mühlenstumpf.
Das Gebäude steht unter Denkmalschutz (siehe auch Liste der Baudenkmale in Hassel (Weser)).

## Geschichte
Die Galerieholländerwindmühle wurde 1881 für Fritz Meyer gebaut. 1935 wurden die Flügel entfernt, später auch die Galerie und die Kappe. Der fünfgeschossige verklinkerte achtkantige massive Unterbau in qualitätvoller Ausführung hat Verzierungen am Gesimse und den Fenstern. Erhalten ist auch der dreigeschossige verputzte Oberbau mit einem Notdach.
Innen sind die Säulen und die gedrechselten Treppengeländer bemerkenswert. Die mühlentechnische Ausstattung ist vollständig erhalten.
Die Mühle ist Teil eines größeren Hofes nahe der Bundesstraße 215.
Das Niedersächsische Landesamt für Denkmalpflege befand: „… geschichtliche Bedeutung … als qualitätvoll ausgestalteter Mühlenbau mit erhaltener bauzeitlicher Ausstattung … .“